# Григорян, Артур Акопович
Артур Акопович Григорян (29 января 1985, Ахалцихе) — российский футболист, нападающий.

## Карьера
Первыми клубами в его карьере были новороссийский «Черноморец», однако в его составе он не сыграл ни одного матча в первые годы своей карьеры. В сезоне 2006/07 полузащитник провел в Черногории в клубе «Бокель». Впервые провёл полный матч в 2008 году, выступая за «Локомотив» (Лиски). Позднее выступал за липецкий «Металлург», белгородский «Салют» (обе команды Первого дивизиона России) и всё тот же «Черноморец». В 2011 году перешёл в состав могилёвского «Днепра», получив 19-й номер.

## Статистика выступлений за клубы
| 2008             | Локомотив (Лиски)  | Второй дивизион. Центр       | 34  | 16 | 2  | 0 | — | — | 36  | 16 |
| 2009             | Металлург (Липецк) | Первый дивизион              | 23  | 3  | 1  | 0 | — | — | 24  | 3  |
| 2010             | Черноморец         | Второй дивизион. Юг          | 13  | 3  | 5  | 2 | — | — | 18  | 5  |
| 2010             | Салют (Белгород)   | Первый дивизион              | 15  | 4  | —  | — | — | — | 15  | 4  |
| 2011             | Днепр (Могилёв)    | Высшая лига                  | 20  | 2  | 1  | 0 | — | — | 21  | 2  |
| 2011/12          | Черноморец         | Футбольная национальная лига | 9   | 1  | —  | — | — | — | 9   | 1  |
| 2012/13          | Черноморец         | Второй дивизион. Юг          | 29  | 6  | 2  | 0 | — | — | 31  | 6  |
| Всего за карьеру | Всего за карьеру   | Всего за карьеру             | 143 | 39 | 11 | 2 | — | — | 154 | 41 |